# Zahandeh
Zahandeh (persiska: زهنده) är en ort i Iran.   Den ligger i provinsen Gilan, i den norra delen av landet, 230 km nordväst om huvudstaden Teheran. Antalet invånare är 432.
Terrängen runt Zahandeh är mycket platt. Runt Zahandeh är det ganska tätbefolkat, med 230 invånare per kvadratkilometer. Närmaste större samhälle är Lāhījān, 17,9 km sydost om Zahandeh. Trakten runt Zahandeh består till största delen av jordbruksmark.